# Gliflozine
Les gliflozines, ou inhibiteurs du SGLT2 sont des médicaments qui entraînent une augmentation de la glycosurie ce qui constitue l'une des manières de traiter le diabète de type 2.

## Mode d'action
Ils augmentent l'excrétion urinaire du glucose, favorisant l'utilisation des acides gras pour le métabolisme énergétique par cétogenèse.
En dehors de cet effet hypoglycémiant, il diminue l'activation du NLRP3, et donc, de l'inflammasome, ce qui peut contribuer à l'effet bénéfique sur les maladies cardiovasculaires. Ils augmentent l'expression de l'AMPK (adenosine monophosphate–activated protein kinase), de la sirtuine 1, 3, 6 et du PGC1-α (peroxisome proliferator–activated receptor γ coactivateur 1-α) et diminue l'activation du mTOR, comme si la cellule manquait de nutriment, avec un effet cytoprotecteur. Il diminue également l'interleukine-6, le TNFR 1, la metalloproteinase 7 et la fibronectine 1.

## Membres
La phlorizine, découverte en 1935, est un inhibiteur non sélectif de la protéine dont le développement a été abandonné à cause des effets secondaires.
Les gliflozines sont des inhibiteurs sélectifs du SGLT2. Le canagliflozine est chronologiquement le premier et a été approuvé par la Food and Drug Administration (FDA) en 2013. Le dapagliflozine a été rejeté par la FDA en 2012 en raison des effets secondaires, mais pas par l'agence européenne des médicaments. Les autres membres de cette famille sont l'ipragliflozine, la tofogliflozine, l'empagliflozine, l'ertugliflozine, la sotagliflozine.

## Efficacité
Leur efficacité sur la régulation de la glycémie reste modeste, avec une diminution de l'hémoglobine glyquée inférieure à 1 %. Ils diminuent très légèrement la pression artérielle, probablement en augmentant la natriurèse.
Toutefois, ils réduisent le risque de survenue de complications cardio-vasculaires, essentiellement chez les patients ayant déjà une atteinte artérielle. C'est le cas de l'empaglifozine et de la canaglifozine. Ils freinent, par ailleurs, la progression de l'atteinte rénale et diminuent le nombre d'hospitalisations pour une insuffisance cardiaque.
Ils ont été testés au cours d'une insuffisance cardiaque avec fraction d'éjection basse, en dehors d'un diabète, et améliorent les symptômes ainsi que le pronostic (pour la dapaglifozine).
Ils semblent diminuer le risque de survenue d'un trouble du rythme cardiaque.
Ils augmentent légèrement l'hématocrite par le biais d'une élévation de l'érythropoïétine.
Ils ont une plus grand efficacité et moins d'effets indésirables comparés aux gliptines chez les asiatiques. Ils sont environ 50% et 35 % plus efficace pour abaisser la glycémie et la mort ou l'hospitalisation pour cause cardiovasculaire, respectivement, chez les asiatiques que chez les blancs,.
Les glifozines diminuent la mortalité toutes causes confondues d'environ 13% chez les diabétiques et d'environ 16% chez les malades du système cardiaque.

## Effets indésirables
Le risque d'hypoglycémies est bas.
Les inhibiteurs de la SGLT2 expose les patients à un risque approximativement 15% plus élevé d’amputation des membres inférieurs sous le genou (principalement des orteils) tout en diminuant le risque de complications cardiaques. Le risque d'amputation ne concernerait, peut être, que les personnes ayant une artériosclérose. Il est aussi d'avantage présent sous canaglifozine que sous les autres glifozines, et semble associé à la réduction du poids et de la pression artérielle. Dans une étude observationnelle japonaise, le sexe féminin et l'utilisation de statines sont associés à l'amputation. Les diurétiques semblent également associés à cet effet secondaire.
Chez les deux sexes, la fréquence des infections fongiques génitales est environ quatre fois plus élevée qu'avec un placebo ou d'autres médicaments anti-diabétiques.
Le 29 août 2018, la FDA a émis une alerte sur le risque de fasciite nécrosante périnéale (gangrène de Fournier) chez les diabétiques traités par inhibiteurs du transporteur de glucose SGLT2  (ertugliflozine, empagliflozine, canagliflozine, dapagliflozine).
Ils sont non-indiqués en cas d'insuffisance rénale chronique sévère, puisqu'ils nécessitent un rein fonctionnel pour agir.
Dans le diabète de type 1 (qui n'est pas une indication reconnue de l'utilisation de ce type de médicaments), il existe un risque accru d'acidocétose. Chez les diabétiques de types 2, ce risque est multiplié par environ 2,5.
Les recommandations américaines précisent la nécessité de l'arrêt de cette classe de médicaments quelques jours avant une intervention chirurgicale. Le niveau de preuve reste toutefois faible. Cela repose sur des cas rares d'acidocétose en péri-opératoire chez des diabétiques sous ce traitement.